# 斗南派出所
斗南派出所為雲林縣斗南鎮的警察派出所，位於斗南車站前方，其建築於1952年完工，在2015年被登錄為雲林縣歷史建築。2020年2月12日已停止辦公，原址預計作為雲林警察英雄館使用

## 介紹
斗南派出所建築於1952年完工，其入口立面山牆的柱狀裝飾極具特色。近年來因辦公空間不敷使用，原計畫在原公路局斗南站興建新派出所，但其後來被列為雲林縣歷史建築；之後便改計畫遷入2018年修復完工的古蹟斗南分局舊辦公廳舍，但由與古蹟空間使用限制，最後在2019年，決定將斗南派出所遷入斗南鎮文昌路上的斗南分局廳舍。